# HD 103079
HD 103079，又名CP-64 1724，SAO 251617、HR 4549，是一颗恒星，视星等为4.9，位于銀經296.73，銀緯-3.05，其B1900.0坐标为赤經11h 46m 57.6s，赤緯-64° -3.05′ 58″。